# Aphanocephalus dilutus
Aphanocephalus dilutus is een keversoort uit de familie Discolomatidae. De wetenschappelijke naam van de soort is voor het eerst geldig gepubliceerd in 1952 door John.